# Lago Afenourir
El lago Afnourir es un lago ubicado en la comuna de Ain El Louh en la provincia de Ifrán, a unos 20 kilómetros de la ciudad de Azrú, en Marruecos. Este lago se extiende sobre una superficie de 300 hectáreas y está situado a una altitud de 1800 metros sobre el nivel del mar.
Su ubicación geográfica en medio de un bosque de cedros le otorgó el estatus Ramsar el 20 de junio de 1990, catalogado entre los humedales del Medio Atlas, debido a las funciones ecológicas e hidrológicas que cumplen, para la conservación de la diversidad biológica global y la sostenibilidad de la vida humana.
Está situada en una meseta tabular del Atlas Medio, a 20 kilómetros al sur de la ciudad de Azrú, en la carretera terciaria que conecta el pueblo de Aïn Leuh con la RP 20 (que conecta Azrú con Midelt). Pertenece a la comuna de Aïn Leuh (provincia de Ifrán).
En 2017, la Alta Comisión de Aguas y Bosques de Marruecos liberó en el lago Afennourir una gran cantidad de peces de diferentes especies, que en total superaron los 180.000 peces. Esta operación tuvo como objetivo restablecer el equilibrio ecológico de este lago, que se vio afectado por una ola de sequía y el cambio climático que provocó la muerte de muchos peces y la migración de aves que solían reunirse en la zona.